# Línia evolutiva de Spearow
Aquesta línia evolutiva de Pokémon inclou Spearow i Fearow.

## Spearow
Spearow és una de les espècies que apareixen a la franquícia Pokémon. Com Pidgey, Spearow és la forma bàsica d'una línia evolutiva basada en les aus de la vida real; mentre que Pidgey està basat en els coloms, Spearow sembla més aviat un pardal.

### Etimologia[calcitació]
El nom Spearow és una mescla dels mots anglesos spear ('llança') i sparrow ('pardal').

### Morfologia[calcitació]
Spearow és un petit ocell. Menja insectes en zones amb herba i té unes ales bastant curtes, cosa que vol dir que Spearow les ha de batre ràpidament per mantenir-se en l'aire, i no pot volar ni molt alt ni molt lluny. També utilitza les ales per extreure insectes de l'herba alta, i després els atrapa amb el seu bec.
Com que no és un dels Pokémon més forts, ha de volar d'una banda a l'altra constantment, emetent sons aguts per espantar altres Pokémon salvatges i protegir son territori.

### En els videojocs[calcitació]
Els Spearow són fàcils de trobar a Kanto i a Johto, mentre que no existeixen a Hoenn, cosa que vol dir que no se'ls pot capturar a Pokémon Ruby i Sapphire. A Pokémon XD, se'n pot robar un a Phenac City.
Spearow és dèbil contra els atacs elèctrics, de glaç i de tipus roca, mentre que la seva combinació de tipus el fa resistent contra atacs de tipus planta, terra, bestiola i fantasma.
Com molts dels Pokémon que encara han d'evolucionar, és bastant feble. En arribar al nivell 20, evoluciona a Fearow, un Pokémon molt més fort. Com a moviments ou, pot aprendre Atac Aeri, Tri Atac, Atac Ràpid i Finta.

### A l'anime[calcitació]
A Pokémon hi ha hagut moltes aparicions de Spearow en diferents episodis. Ja en el primer episodi de la sèrie, Ash Ketchum, intentant capturar un Pidgey, llença una roca al cap d'un Spearow, que va a buscar la resta de l'estol. L'estol sencer persegueix Ash i el seu Pokémon per a picar-lo brutalment, però Pikachu aconsegueix derrotar-los després de veure que Ash està disposat a sacrificar-se per ell.
Bastants episodis més tard, aquest mateix Spearow ha evolucionat en Fearow i es troba al capdavant d'una bandada que intenta exterminar els Pidgey i Pidgeotto, però va tornar a ser derrotat quan el Pidgeotto d'Ash va evolucionar en Pidgeot per desterrar-lo.

## Fearow
Fearow és una de les espècies que apareixen a la franquícia Pokémon. És la forma evolucionada de Spearow i sovint apareix com un dels Pokémon del Team Rocket tant en els videojocs com a Pokémon.

### Etimologia[calcitació]
El nom Fearow és una mescla dels mots anglesos fear ('por') i sparrow ('pardal').

### Morfologia[calcitació]
Fearow és un ocell amb grans ales de color marró, una cresta taronja al cap i un llarg i estret bec. Se'l reconeix fàcilment per aquestes característiques, molt diferents a les de Spearow, que té les ales i el bec curts.
Gràcies a les seves grans ales, Fearow pot volar molt més fàcilment que quan era un Spearow. Fins i tot les pot fer servir per aprofitar els corrents d'aire i planar grans distàncies sense esforç, i és capaç de volar durant un dia sencer sense ni tan sols haver d'aterrar o reposar-se (com l'albatros). Si se sent en perill, Fearow vola immediatament a gran alçada.
El bec de Fearow li dona un atac especialment potenciat, fent que sigui un adversari perillós en combat. És hàbil per usar el bec per pescar preses de dins l'aigua o de sota terra. S'alimenta principalment de petits peixos i insectes. També ataca volant molt amunt i després llançant-se en picat contra la seva presa.

### En els videojocs[calcitació]
A part de fer evolucionar un Spearow, es pot aconseguir un Fearow capturant-ne un de salvatge. Tanmateix, no és un Pokémon comú en cap de les edicions dels videojocs, i de fet no se'l pot trobar a Pokémon Ruby i Sapphire.
Té un bon atac i una bona velocitat, però la resta de les seves qualitats són bastant baixes, cosa que el fa defensivament molt feble. A més, encara que aprèn diversos bons atacs físics, el seu llistat de moviments no és prou variat perquè destaqui. Se sol utilitzar el seu atac Bec foradador com a moviment principal. Cop aeri és un altre moviment que aprèn, bé amb la MT 40 o si arriba al nivell 25 abans d'evolucionar a Fearow.

### A l'anime[calcitació]
A Pokémon, Fearow sol ésser un enemic ferotge d'Ash Ketchum, però a vegades també apareix com un dels Pokémon del Team Rocket.
Hi ha un Fearow que li té una rancúnia especial, ja que el torna a atacar quan Ash torna a Pallet Town després de participar en la Lliga Pokémon. És el Spearow a qui Ash havia llançat una pedra el seu primer dia com a entrenador, i que ha evolucionat.